# Оскар Фалленіус
Оскар Фалленіус (швед. Oskar Fallenius, нар. 1 листопада 2001, Нинесгамн, Швеція) — шведський футболіст, півзахисник клубу «Юргорден».

## Ігрова кар'єра
Оскар Фалленіус народився і виріс у Нинесгамні. Грати у футбол він почав у столичному клубі «Броммапойкарна» у 2012 році. Влітку 2014 року Фалленіус разом з клубом грав у фіналі європейського молодіжного турніру проти італійського Ювентуса.
В листопаді 2018 року Оскар підписав з клубом професійний контракт і новий сезон у Супереттан почав як гравець основного складу.
У січні 2021 року уклав угоду на три з половиною роки з данським клубом «Брондбю». І в березні Фалленіус дебютував у данській Суперлізі.

## Титули і досягнення
- Чемпіон Данії (1):

«Брондбю»: 2020-21